# 達氏裸胸鱔
達氏裸胸鱔，又稱達氏裸胸鯙，為輻鰭魚綱鰻鱺目鯙亞目鯙科的其中一種，分布於印尼海域，棲息深度3-4公尺，體長可達29.9公分，為底棲性魚類，生活在深色粉沙底質海域，屬肉食性，生活習性不明。

## 擴展閱讀
維基物種上的相關：達氏裸胸鱔